# Schloss Les Ravalet

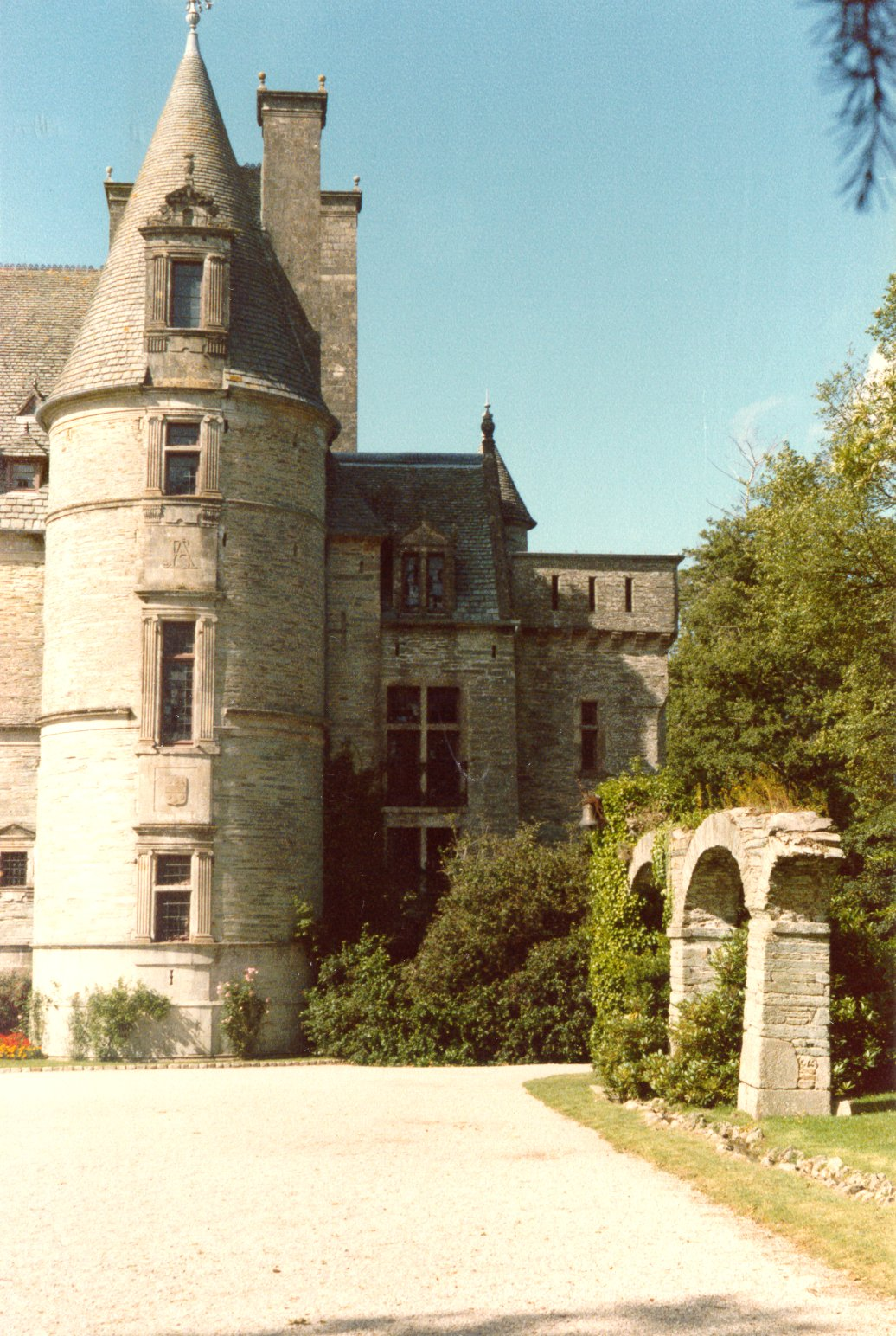
Schloss Les Ravalet

Das Schloss Les Ravalet (französisch Château des Ravalet) ist ein ab 1562 entstandenes Renaissance-Schloss im Département Manche in der Normandie. Es ist im Besitz der Gemeinde Cherbourg-Octeville, befindet sich aber auf dem Gebiet der Gemeinde Tourlaville. Vor dem Schloss liegt ein im 19. Jahrhundert entstandener Park.

## Geschichte
Die damalige Burg gehörte zur königlichen Domäne und wurde von König Franz I. an Jean II. de Raval aus Tourlaville verkauft. Dieser ließ 1562 ein Renaissance-Schloss errichten, lediglich der Bergfried blieb in Teilen bestehen. Nach finanziellen Problemen verkauften die Herren von Raval 1653 das Schloss an Charles de Franquetot, der insbesondere das Innere renovieren ließ. Nach dessen Ermordung hatte die Anlage mehrere Besitzer, darunter die Boudets aus Crosville und die Fouquets aus Reville. 1661 wurde es als Bauernhof genutzt.
Clérel Hervé de Tocqueville nahm es 1777 in Besitz. Dessen Enkel René de Tocqueville, Oberbürgermeister der Stadt, veranlasste die Renovierung der Gebäude und Gärten und baute ein großes Gewächshaus. Im Jahr 1906 musste er es jedoch verkaufen. Im Ersten Weltkrieg dienten die Gebäude als Lazarett. Schon 1930 war das Schloss als Monument historique im Katalog aufgeführt. Die Stadt Cherbourg erwarb das Anwesen im Jahr 1935. Während des Zweiten Weltkrieges war es von der deutschen Armee und nach der Befreiung von amerikanischer Truppen besetzt.
Während der Park das ganze Jahr über öffentlich zugänglich ist, ist das Schloss nur während der Tage des offenen Denkmals (Journées du patrimoine) zu besichtigen. Park und Gewächshaus stehen gemeinsam mit dem Schlossbau seit März 1996 unter Denkmalschutz.

## Park
Der Renaissance-Park mit Wassergräben wurde 1870 mit zwei Teichen und einer Höhle versehen. Im Park und im zwischen 1872 und 1875 umgestalteten Gewächshaus befinden sich viele exotische Pflanzen und Bäume. Der Park wurde seitens der Stadt Cherbourg 1935 zum öffentlichen Garten erklärt. Ein Sturm von 1987 verursachte große Schäden.